# Julie Reardon
Julie Reardon (6 de junio de 1958) es una deportista australiana que compitió en judo. Ganó una medalla de bronce en el Campeonato Mundial de Judo de 1984 en la categoría de –48 kg.

## Palmarés internacional
| Campeonato Mundial | Campeonato Mundial | Campeonato Mundial | Campeonato Mundial |
| Año                | Lugar              | Medalla            | Categoría          |
| ------------------ | ------------------ | ------------------ | ------------------ |
| 1984               | Viena (Austria)    | Medalla de bronce  | –48 kg             |